# Livor mortis

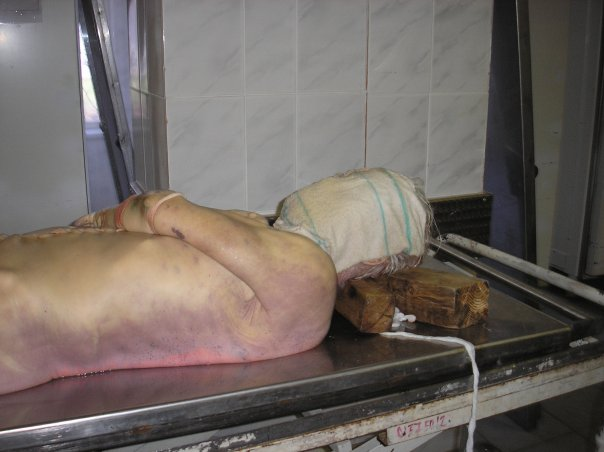
Livor mortis in een dood lichaam

Livor mortis (ook wel lijkvlek of hypostase genoemd) betreft bij overledenen de donkerpaarse verkleuring op de laagst gelegen plekken van het lichaam. De verkleuring treedt ongeveer een tot twee uur na het overlijden op en is na acht tot tien uur compleet.
Livor mortis wordt veroorzaakt doordat het hart het bloed niet meer rondpompt, waardoor de rode bloedcellen en het plasma van elkaar gescheiden worden. De rode bloedcellen zinken en komen terecht in het lager gelegen deel van het lichaam. Bij een overledene die op zijn rug ligt zal livor mortis op de rug te zien zijn, maar niet op de punten waar het lichaam in contact is met de bodem waar het bloed wordt weggedrukt. Als het zich op een andere plek op het lichaam openbaart, betekent dat het lijk na de dood en nadat de lijkvlekken zijn gefixeerd, is gekeerd of verplaatst. Verkleuringen op de huid die bij aanraking wit worden, wijzen erop dat de livor mortis nog niet volledig is ingetreden, dus dat de dood meer dan twee uur maar waarschijnlijk niet meer dan tien uur geleden is ingetreden. In sommige gevallen bij bijvoorbeeld veel bloedverlies is de livor mortis niet van toepassing.